# گرایش‌های گزاره‌ای
حالت‌هایی مانند باور، میل، قصد، ترس، امید و آرزو دسته‌ای از حالات ذهنی را تشکیل می‌دهند که فیلسوفان مجموعه آنها را (با وجود اختلافاتی که در مورد بعضی از آنها وجود دارد) «گرایش‌های گزاره‌ای» (propositional attitude) می‌نامند. وجه مشترک این حالات این است که همه آنها محتوای گزاره‌ای دارند؛ یعنی بر یک گزاره دلالت می‌کنند یا به آن تعلق دارند؛ برای مثال، «پرویز باور دارد که هوا گرم است»: در این جمله، «پرویز» باورنده (دارنده باور) است؛ و «هوا گرم است» گزاره‌ای است که باور پرویز به آن تعلق گرفته است. اصطلاح «حیث التفاتی» (intentionality) وسیع‌تر از «گرایش‌های گزاره‌ای» است؛ زیرا مواردی را شامل می‌شود که محتوای این حالات یک گزاره نیست. گرایش‌های گزاره‌ای نقش بسزایی در توصیفات، تبیین‌ها و توجیهات ما دارند (به عنوان مثال، برای پیش‌بینی رفتارهای یک شخص به باورها و میل‌های او استناد می‌کنیم) ولی از این جهت که حالات ذهنی هستند، فیلسوفان ذهن می‌کوشند تا آنها را در یک قالب فیزیکالیستی تبیین کنند تا از دوگانه‌انگاری بگریزند.

## بیرون گرایی و درون‌گرایی
برخی از فیلسوفان ذهن گرایشهای گزاره‌ای را وسیع می‌دانند: محتوای این گرایشها به وسیله محیط مشخص می‌شود؛ این دیدگاه را بیرون گرایی می‌نامند اما برخی دیگر این گرایشها را محدود می‌دانند: محتوای این گرایشها فقط به وسیله حالات ذهنی خود شخص مشخص می‌شوند و محیط خارج نقشی در آن ندارد؛ این دیدگاه را درون‌گرایی می‌گویند. هیلری پاتنم با طرح آزمون فکری زمین همزاد به نفع بیرون گرایی استدلال کرد: اگر زمینی دقیقاً مثل زمین ما وجود داشته باشد که تنها تفاوتش این است که آب در آنجا XYZ است نه H2O. باور همزاد من به وجود همزاد آب غیر از باور من به وجود آب است؛ این نشان می‌دهد که باور (که از گرایشهای گزاره‌ای است) به وسیله محیط مشخص می‌شود نه صرفاً به وسیله آنچه در ذهن می‌گذرد.